# Marquesado de la Vega de la Sagra
El Marquesado de la Vega de la Sagra es un título nobiliario español creado el 1 de septiembre de 1647 por el rey Felipe IV con la denominación de "Marqués de la Vega", a favor de Pedro de Silva Rivera y Mendoza, para que fuese ostentado por los segundones de los marqueses de Montemayor.
Su denominación hace referencia a la comarca de La Sagra en la provincia de Toledo, España.

## Antecedestes
Pedro de Silva Rivera y Mendoza, fue creado primeramente vizconde de la Sagra, luego elevado a marquesado con la denominación de Marqués de la Vega, cambiada su denominación en 1916, al ser rehabilitado, por la actual de Marqués de la Vega de la Sagra, para diferenciarlo del Título de Marqués de la Vega, que Felipe V había creado el 6 de septiembre de 1736 para el Alcalde de Badajoz José Silveira y Guzmán.

## Marqueses de la Vega de la Sagra
|                                                         | Titular                                                          | Periodo                                          |
| Creación por Felipe IV                                  | Creación por Felipe IV                                           | Creación por Felipe IV                           |
| "Marqueses de la Vega" (denominación originaria)        | "Marqueses de la Vega" (denominación originaria)                 | "Marqueses de la Vega" (denominación originaria) |
| ------------------------------------------------------- | ---------------------------------------------------------------- | ------------------------------------------------ |
| I                                                       | Pedro de Silva Rivera y Mendoza                                  | 1647-1648                                        |
| II                                                      | Juan Francisco de Silva Rivera y Mendoza                         | 1648-                                            |
| .                                                       | .                                                                |                                                  |
| "Marqueses de la Vega de la Sagra" (nueva denominación) |                                                                  |                                                  |
| VIII                                                    | María del Buen Consejo de Hoces y Olalla                         | 1916-                                            |
| IX                                                      | Lope de Hoces y Olalla                                           | 1982-1987                                        |
| X                                                       | María de la Soledad Simitria López Becerra de Solé y de Casanova | 1987-2009                                        |

## Historia de los Marqueses de la Vega de la Sagra
- Pedro de Silva Rivera y Mendoza (f. en 1648), I marqués de la Vega de la Sagra (con denominación de marqués de la Vega). Fue acusado de alta traición y ajusticiado en 1648, por lo que fue su sucesor su hermano mayor:

- Juan Francisco de Silva Rivera y Mendoza, II marqués de la Vega de la Sagra (con denominación de marqués de la Vega), V marqués de Montemayor.

1. Casó con María de Toledo y Vicentelo, hija de los condes de Cantillana.

Rehabilitado en 1916, con la nueva denominación de "Marquesado de la Vega de la Sagra" por:
- María del Buen Consejo de Hoces y Olalla, VIII marquesa de la Vega de la Sagra.

1. Casó con Enrique MacPherson y Bonmatí. Le sucedió su hermano:

- Lope de Hoces y Olalla, IX marqués de la Vega de la Sagra. Desposeído del título en 1987 por ejecución de sentencia a favor de:

- María de la Soledad Simitria López Becerra de Solé y de Casanova (1976-2009), X marquesa de la Vega de la Sagra (titular desde 1987), XXIV marquesa de Elche. Es hija de Francisco José López Becerra Solé y Martín, señor de Tejada,[2] Comendador de las órdenes de Isabel la Católica y del Mérito Civil, Cruz al Mérito Militar con Distintivo Blanco, Académico de número de la Academia Andaluza de la Historia, Académico correspondiente en Madrid de las Reales Academias de Córdoba y de San Luis de Zaragoza y de su esposa María del Pilar Paloma de Casanova-Cárdenas y Barón (n. en 1947), XXIII duquesa de Maqueda, con Grandeza de España, XIX marquesa de Ayamonte, XIV marquesa de la Villa de San Román, XXV condesa de Cabra con Grandeza de España (estos dos títulos por designación autorizada de su tío Fernando Barón y Osorio de Moscoso, XVIII marqués de Ayamonte y XXIV conde de Cabra), XXI marquesa de Távara, condesa de Monteagudo de Mendoza, baronesa de Liñola, marquesa de Astorga con Grandeza de España y condesa de Valhermoso.

1. Casada con Javier Linares y Medina, abogado, Maestrante de Ronda y de Sevilla, nieto de los Condes de Mejorada.